# Disa incarnata
Disa incarnata är en orkidéart som beskrevs av John Lindley. Disa incarnata ingår i släktet Disa och familjen orkidéer. Inga underarter finns listade i Catalogue of Life.